# Stade municipal (Saint-Estève)
Pour les articles homonymes, voir Stade municipal.
 (avril 2025).
Le Stade municipal de Saint-Estève est le stade municipal de la ville de Saint-Estève. Le stade est occupé par Saint-Estève XIII Catalan, club de rugby à XIII.

## Histoire
Construit en 1965 pour qu'il soit utilisé par le nouveau club de rugby à XIII créé en ville l'AS Saint-Estève, le stade dispose de deux tribunes latérales avec des extrémités ouvertes. En 1985, le stade est rénové pour comprendre une salle de fitness et de nouveaux vestiaires.
Lors de la fusion de l'AS Saint-Estève avec le XIII Catalan sous la dénomination Union treiziste catalane, ce dernier disputait quelques rencontres entre 2000 et 2006 dont une rencontre contre Hull KR en Challenge Cup de 2005 devant 3 000 spectateurs. Depuis 2004, le Saint-Estève XIII Catalan, devenu la réserve des Dragons Catalans, dispute ses rencontres en Championnat de France.

## Matchs internationaux
Le 22 mai 2015, le stade accueille une rencontre entre l'Équipe de France de rugby à XIII et l'Équipe de Serbie de rugby à XIII.
- Tableau récapitulatif de tous les matchs internationaux joués au stade Municipal[2] :

| # | Date            | Équipe 1 | Score   | Équipe 2       | Compétition | Affluence |
| - | --------------- | -------- | ------- | -------------- | ----------- | --------- |
| 1 | 22 mai 2015     | France   | 68 - 8  | Serbie         | Test Match  | -         |
| 2 | 26 octobre 2024 | France   | 48 - 6  | pays de Galles | Qualif. CM  | 2150      |
| 3 | 26 octobre 2024 | Serbie   | 50 - 10 | Ukraine        | Qualif. CM  | -         |